# John Neely Bryan
Pour les articles homonymes, voir Bryan.
Cet article possède un paronyme, voir John Bryan.
John Neely Bryan, né le 24 décembre 1810 à Fayetteville et mort le 8 septembre 1877, est un fermier, avocat et commerçant américain notable pour avoir fondé la ville de Dallas.
La pergola de la Dealey Plaza où Abraham Zapruder a filmé l'assassinat de John F. Kennedy à Dallas est nommée en l'honneur de John Neely Bryan.